# Shanti Leprahilfe Dortmund
Shanti Leprahilfe Dortmund e.V. ist ein eingetragener Verein, der in Zusammenarbeit mit dem nepalesischen Hilfswerk Shanti Sewa Griha (deutsch „Friedenshilfswerk“) medizinische Hilfe, Pflege und andere soziale Dienstleistungen für Hilfsbedürftige in Nepal leistet. Die größte Einrichtung der Organisation ist die Shanti Sewa Griha Clinic in Kathmandu im Stadtteil Tilganga, außerdem befinden sich Einrichtungen in Budhanilkantha und Sundarijal.

## Geschichte
Im Jahr 1992 gründete Marianne Grosspietsch die erste Station der Shanti Leprahilfe mit privaten Spendengeldern aus Deutschland in Kathmandu. Darin befand sich eine medizinische Ambulanz, die täglich 60 bis 100 Menschen versorgte. Gleichzeitig mietete sie ein Haus und nahm zwölf Bettler auf, die aufgrund von Lepra aus ihrer Dorfgemeinschaft ausgestoßen worden waren. Im Jahr 1993 wurde ein Stützpunkt in Budhanilkantha gegründet, 1998 wurden 5.000 m² Land für den Anbau von Lebensmitteln in Sundarijal erworben. Dank einer Spende von Hape Kerkeling im Jahr 2002  und der Unterstützung durch das Bundesministerium für wirtschaftliche Zusammenarbeit (BWZ) konnte 2009 in Kathmandu eine eigene Klinik und Häuser zur Unterbringung der Shanti-Schützlinge gebaut werden. Es konnten mit Stand November 2017 täglich etwa 1200 Menschen versorgt werden.

## Tätigkeitsbereich
Die Shanti Leprahilfe betreibt zahlreiche Hilfsleistungen, die über die Betreuung von Leprakranken hinausgehen. Im Stützpunkt in Kathmandu befinden sich neben der Ambulanz und den Zimmern zur Pflege für 60–70 Patienten auch eine Armenküche, Werkstätten zur Beschäftigung und Re-Integrierung von Patienten und ehemaligen Patienten, ein Kindergarten und eine Schule. Nach der Zerstörung des Großteils der Anlage in Budhanilkantha durch das Erdbeben in Nepal 2015 wurden ein Schwerbehindertenheim und das Internat im Stützpunkt in Kathmandu eingegliedert. Ein Gesundheitsposten wird weiterhin in Budhanilkantha betrieben. Ein Teil der benötigten Lebensmitteln wird in Sundarjial mit biologischem Landbau und der Hilfe von Volontären, viele davon ehemalige Patienten, erzeugt. Ab 2015 hat Shanti Leprahilfe maßgeblich die Betreuung der von der Dwarika's Foundation ins Leben gerufenen Camps für Erdbebenopfer in Sindhupalchok und im "Camp Hope" im Stadtteil Boudha in Kathmandu gewährleistet.
2018 konnte die Shanti Leprahilfe unter Mitwirkung der ehemaligen Kronprinzessin Nepals Himani Shah vier Wasserfilteranlagen nach Dhang 600 Kilometer westlich Kathmandus liefern, um Hilfe bei der Bewältigung einer Durchfallsepidemie zu leisten.
Während der Corona-Pandemie ab Frühjahr 2020 hatte sich der Tätigkeitsbereich an die prekäre Situation angepasst. Die Näherinnen stellten unter anderem tausende Mund-Nasenschutzmasken her, die auch bei der örtlichen Polizei Verwendung fanden. Die Verteilung von Lebensmitteln und Gasflaschen erfolgte durch Zustellung direkt in die Slums von Kathmandu, mittels Sondergenehmigung zur Benützung eines Fahrzeuges während der strikten Ausgangssperre. Es wurden insgesamt mehr als 1500 Menschen von den Shantis mit Lebensmitteln, Energie und Kleidung versorgt (Stand Dezember 2020).

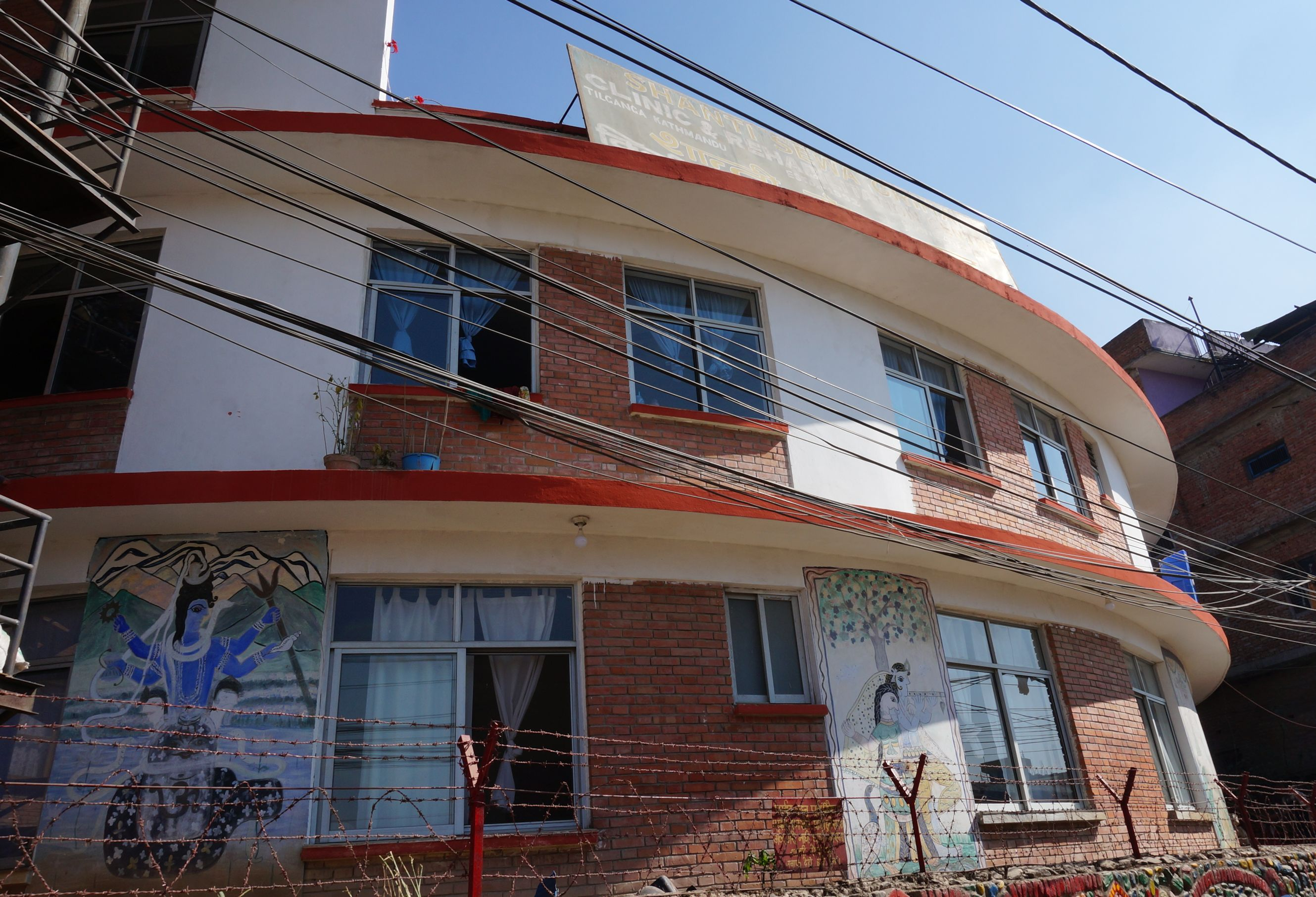
Straßenansicht der Shanti Sewa Griha Clinic, auch als „Hape-Kerkeling-Klinik“ bezeichnet, in Kathmandu
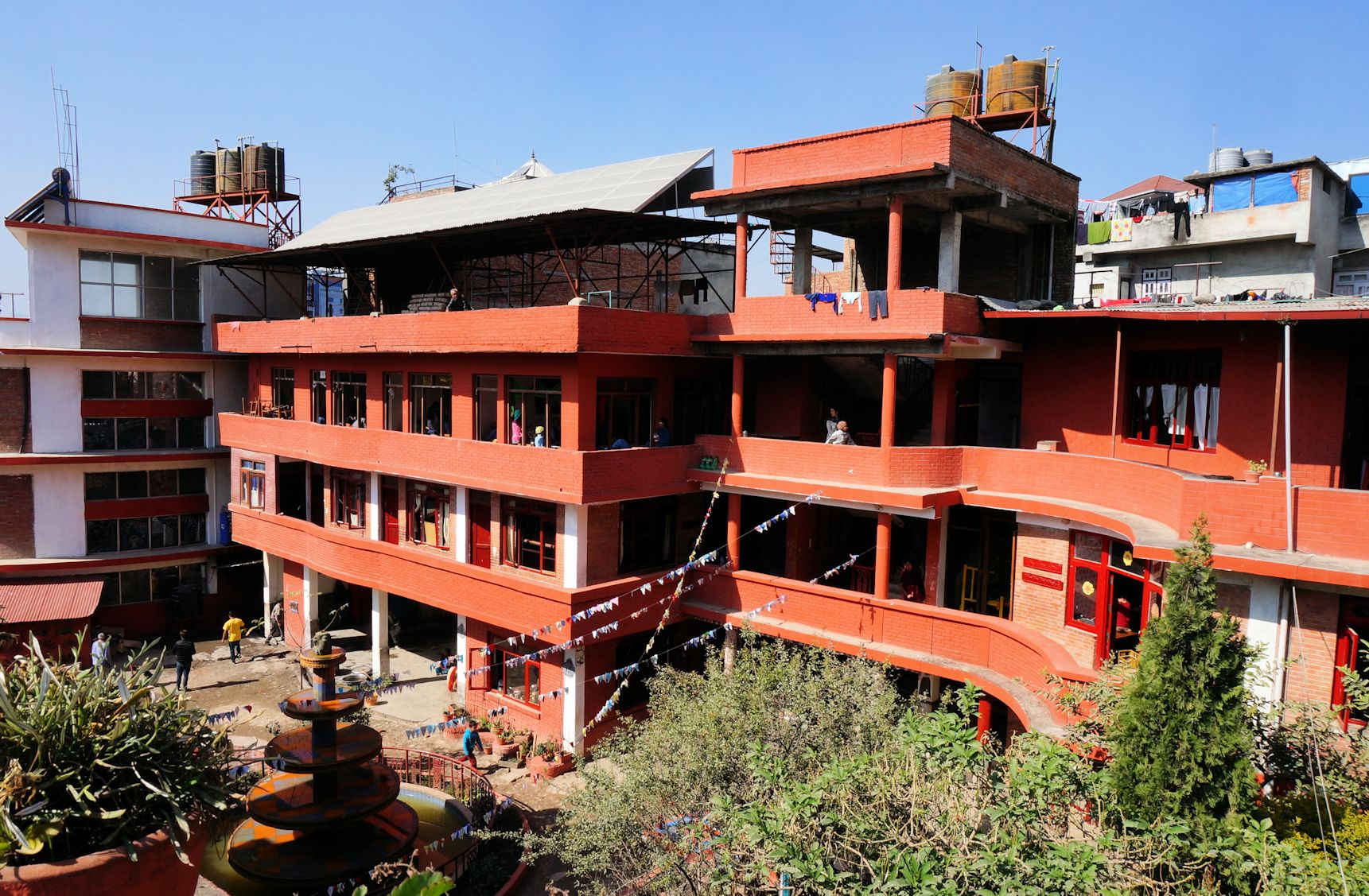
Shanti Sewa Griha-Anlage mit Brunnen im Hof
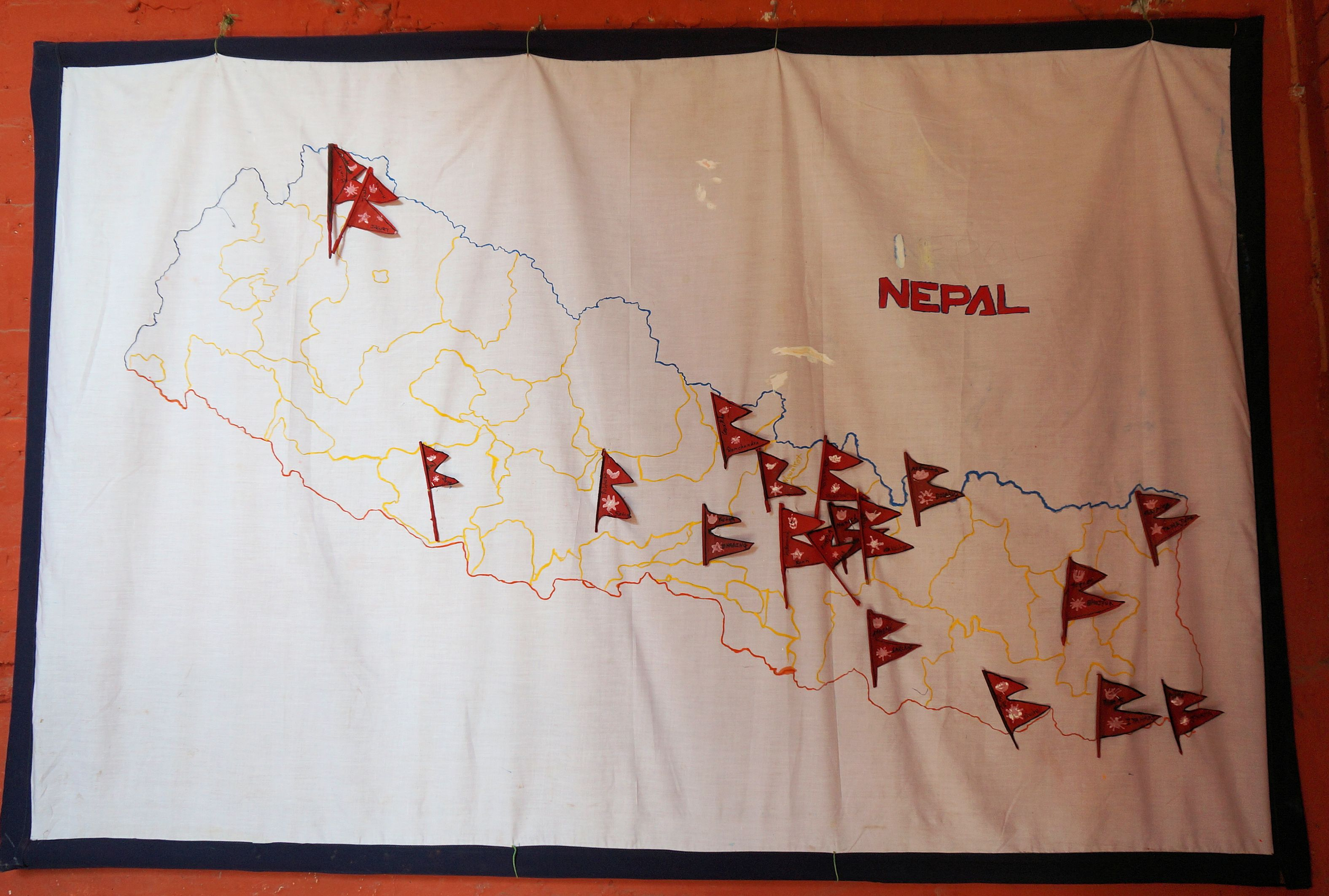
Karte Nepals mit Bezirken markiert, aus denen Kinder stammen, die von Shanti Leprahilfe betreut werden